# إيريك ماكورماك
إيريك جيمس ماكورماك (بالإنجليزية: Eric McCormack)‏ (ولد في 18 أبريل 1963) ممثل وكاتب ومنتج وموسيقي أمريكي من أصل كندي بدأ التمثيل مبكراً عن طريق المسرحيات المدرسية، ليقدم بعدها أدوراً صغيرة في التلفزيون، ليكون أول فيلم روائي له عام 92 من خلال «العالم الضائع»، ولكنه نال شهرته الحقيقية حين قام ببطولة السيت كوم الأمريكي الشهير ويل وغريس، ليقدم بعدها عدداً من الأدوار السينمائية مثل "My One and Only" الذي عرض عام 2010.

## روابط خارجية
- ericmccormack.com, his official website
- إيريك ماكورماك على موقع IMDb (الإنجليزية)
- إيريك ماكورماك على موقع ألو سيني (الفرنسية)
- إيريك ماكورماك على موقع ميوزك برينز (الإنجليزية)
- إيريك ماكورماك على موقع تيرنر كلاسيك موفيز (الإنجليزية)
- إيريك ماكورماك على موقع أول موفي (الإنجليزية)
- إيريك ماكورماك على موقع قاعدة بيانات برودواي على الإنترنت (الإنجليزية)
- إيريك ماكورماك على موقع قاعدة بيانات الأفلام السويدية (السويدية)
- إيريك ماكورماك على موقع إن إن دي بي (الإنجليزية)
- إيريك ماكورماك على موقع ديسكوغز (الإنجليزية)
- إيريك ماكورماك على موقع قاعدة بيانات الفيلم (الإنجليزية)
- إيريك ماكورماك at the Internet Off-Broadway Database